# Оконі (Джорджія)
Оконі (англ. Oconee) — місто (англ. city) в США, в окрузі Вашингтон штату Джорджія. Населення — 197 осіб (2020).

## Географія
Оконі розташоване за координатами 32°51′12″ пн. ш. 82°57′28″ зх. д. / 32.85333° пн. ш. 82.95778° зх. д. (32.853452, -82.957675).  За даними Бюро перепису населення США в 2010 році місто мало площу 3,36 км², уся площа — суходіл.

## Демографія
Згідно з переписом 2010 року, у місті мешкали 252 особи в 82 домогосподарствах у складі 59 родин. Густота населення становила 75 осіб/км².  Було 103 помешкання (31/км²).
Расовий склад населення:
| - 65,5 % — білих - 33,7 % — чорних або афроамериканців - 0,4 % — азіатів |

До двох чи більше рас належало 0,0 %. Частка іспаномовних становила 1,6 % від усіх жителів.
За віковим діапазоном населення розподілялося таким чином: 16,3 % — особи молодші 18 років, 51,6 % — особи у віці 18—64 років, 32,1 % — особи у віці 65 років та старші. Медіана віку мешканця становила 53,3 року. На 100 осіб жіночої статі у місті припадало 98,4 чоловіків;  на 100 жінок у віці від 18 років та старших — 88,4 чоловіків також старших 18 років.
Середній дохід на одне домашнє господарство  становив 56 624 долари США (медіана — 41 364), а середній дохід на одну сім'ю — 61 950 доларів (медіана — 45 694). Медіана доходів становила 55 000 доларів для чоловіків та 22 269 доларів для жінок. За межею бідності перебувало 10,0 % осіб, у тому числі 4,1 % дітей у віці до 18 років та 1,2 % осіб у віці 65 років та старших.
Цивільне працевлаштоване населення становило 132 особи. Основні галузі зайнятості: роздрібна торгівля — 27,3 %, освіта, охорона здоров'я та соціальна допомога — 18,2 %, публічна адміністрація — 15,9 %, транспорт — 14,4 %.